# Borki (powiat piski)
Borki (niem. Adlig-Borken) – wieś w Polsce, położona w województwie warmińsko-mazurskim, w powiecie piskim, w gminie Pisz. Siedziba sołectwa.

## Nazwa
17 października 1949 r. ustalono urzędową polską nazwę miejscowości – Borki, określając drugi przypadek jako Borek, a przymiotnik – borecki.

## Historia
W drugiej połowie XVII wieku, po ogłoszeniu banicji arian (1658) z Polski, w Borkach osiedliła się jedna z grup braci polskich w Prusach.
W latach 1975–1998 miejscowość należała administracyjnie do województwa suwalskiego.